# Fumiya Tanaka
Fumiya Tanaka (田中フミヤ) (né le 21 mai 1972 à Fukuchiyama, près de Kyoto) est un producteur et disc jockey japonais de musique électronique, Il fonde son propre label Torema Records en 1993 et sa division Untitled Records en juillet 1995.

## Biographie
Fumiya Tanaka est né en mai 1972 à Fukuchiyama, vers Kyoto. À l'école primaire, il rencontre les Sex Pistols, se met à la musique, et monte un groupe de punk rock avant d'abandonner le lycée.
À l'âge de 18 ans, il voit un avenir dans la culture des clubs et commence sa carrière de disc jockey à Osaka au début des années 1990, créant son premier label, Torema Records, dès novembre 1993. En 1995, il est classé sixième dans le Favourite DJ Chart du magazine européen Coda. En 1996, il forme le groupe Hoodrum avec Akio Yamamoto de Tanzmusik et sort un album chez Sony Records. Il est également actif à l'étranger, sortant un single et un album sur Tresor en Allemagne en 2001. 2005 voit le lancement d'un nouveau label op.disc, en coopération avec Yoshihiro Hanno (Cirque/Progressive Form). En 2007, il sort également un album de son groupe Dartriix avec Yoshihiro Hanno.
Des DJ internationaux de premier plan tels que Ricardo Villalobos, Zip, Portable et de nombreux autres artistes de techno minimale basés en Allemagne s'y produisent. Il est également membre du label berlinois Perlon (Perlon). Depuis 2011, il réside à Berlin. 
En 2019, Fumiya Tanaka annonce un nouvel album chez Perlon, intitulé Right Moment,

## Discographie notable
- 1995 : I am not a DJ
- 1996 : Mix-Up Vol.4
- 1997 : Unknown Possibilities Vol.1
- 2000 : Unknown Possibilities Vol.2
- 2002 : DJ MIX 1/2 [MIX.SOUND.SPACE]
- 2007 : mur mur -conversation mix
- 2007 : via
- 2008 : Unknown 3
- 2016 : You Find The Key
- 2017 : Beautiful Days EP
- 2018 : A/B（2018）
- 2018 : C/D
- 2018 : Beautiful Days 2010-2015

### Karafuto
- 1996 : Karafuto presents Individual Orchestra
- 2000 : 10inch Works
- 2000 : DJ MIX 1/2
- 2006 : Shift to the other time -Karafuto live mix at Unit 28.1.2006

### Individual Orchestra
- 2003 : Music from A View

### Hoodrum
- 1996 : BUSINESS CARD